# Mike Fraser (productor musical)
Mike Fraser és un productor musical canadenc, enginyer, i mesclador. Fraser ha enregistrat i mesclat cinc dels discos d'AC/DC incloent-hi el Rock or bust i Thunderstruck. Altres treballs de Fraser inclouen músics com Franz Ferdinand, Metallica, Aerosmith, Zac Brown, The Cult, Elvis Costello o Led Zeppelin.

## Discografia
- 30 Odd Foot of Grunts
  - Bastard Life or Clarity
  - Other Ways Of Speaking
- 5am Raise, The Sun
- AC/DC
  - Rock or Bust
  - Live at River Plate
  - Iron Man 2 Soundtrack
  - Black Ice
  - Plug Me In
  - Stiff Upper Lip
  - No Bull
  - Ballbreaker
  - AC/DC Live
  - The Razors Edge
- Adema, Insomniac's Dream
- Aerosmith
  - Big Ones
  - Permanent Vacation
  - Pump
- Airbourne, No Guts, No Glory
- Amen
  - Death Before Musick
  - We Have Come for Your Parents
- Andy Taylor, Taylor
- The Answer
  - New Horizon
  - The Answer Everyday Demons
- Armchair Cynics, Killing The Romance
- Art of Dying
  - Die Trying ft.Shaun Morgan of Seether
  - Five Days at Rock Beach
  - Art of Dying
- Bad Company, Live at Wembley Live DVD 5.1
- Bad English, Bad English
- Bad Religion, 30 Years Live DVD
- Bif Naked, The Promise
- Biffy Clyro, Puzzle
- Blackberry Smoke, The Whipporwill - 4 Songs
- Blue Man Group, Audio
- The Blood Brothers, Burn Piano Island Burn
- Bloodsimple
  - Cruel World
  - A Cruel World
- Bodyslam "เรือเล็กควรออกจากฝั่ง, (Reu rek kuan auk jark fung) or Boat Must Leave The Coast
- Blue Murder
  - Nothin'But Trouble
  - Blue Murder
- Bottlefly, Bottlefly
- Brother Clyde (Billy Ray Cyrus), Lately
- Bryan Adams
  - So Far So Good
  - Reckless
- Buckcherry
  - The Avengers Soundtrack "Everywhere I Go
  - All Night Long
- Cancer Bats, Searching for Zero - out 2015
- Carmen Townsend, Waitin & Seein
- The Cheer, Shot With Our Own Guns
- Chemia, Let Me
- Chickenfoot
  - Chickenfoot III
  - Live in Phoenix 5.1 DVD
  - Chickenfoot
- Chilliwack, Look In Look Out
- CITIZENS!, Reptile
- Clay Cook, North Star
- Colin James, Rooftop & Satellites
- Corrosion of Conformity, Wise Blood
- Coverdale Page, David Coverdale & Jimmy, Page Pride & Joy
- Crystal Pistol, Crystal Pistol
- The Cult
  - Choice of Weapon
  - Rare Cult
  - Ceremony
  - Sonic Temple
- Danko Jones, Rock and Roll Is Black And Blue
- Dan Reed
  - Network Heat
  - Network Dan Reed Network
- Dave Perkins, Innocence
- Die Mannequin, Fino + Bleed
- Dio Strange, Highways
- Disturbance, We Come Out at Night
- Doc Walker, I'm Gonna Make You Love Me
- The Dudes, Blood Guts Bruises Cuts
- Elias, "All We Want"" i "Thousand Pieces"
- Elvis Costello - Live Acoustic Set
- Enter Shikari, A Flash Flood Of Colour
- Faber, Drive By Your Side
- Fast Romantics
  - Kidcutter
  - The Fast Romantics
- Finalist, Finalist
- Finger Eleven, Live Radio Concert
- Franz Ferdinand
  - Right Thoughts, Right Words Right Action
  - Tonite incl singles Ulysses and No You Girls
- Get Involved!, Silk Cuts
- Glassjaw, Worship and Tribute
- Gob, F.U.
- Goodbye Beatdown, "The Grudge"
- Gorky Park, Gorky Park
- Guns N' Roses, Live Era 1987-1993
- Hail the Villain, Population: Declining
- Hatebreed, Rise of Brutality
- Hedley
  - The Show Must Go On
  - Famous Last Words
  - Hedley
- The Higgins, Wild Minds
- Hinder, Extreme Behavior
- HOG Nuthin', Sacred
- Horsehead, Horsehead
- Incura, The Greatest Con
- IllScarlett, All Day With It
- Jackie Greene, Giving Up The Ghost
- Jackyl
  - Stayin' Alive
  - Cut the Crap
  - Push Comes to Shove
- Jakalope, Born4
- Jason Newsted, Heavy Metal Music
- Jesse Dupree, Foot Fetish
- Jets Overhead "Heading For Nowhere" "I Should Be Born" "Bystander"
- Joe Satriani
  - Unstoppable Momentum
  - Satchurated Live In Montreal DVD
  - Black Swans and Wormhole Wizards Movie Mixed in 7.1
  - Super Colossal
  - Crystal Planet
  - Is There Love In Space?
  - Satriani Live in 5.1
  - Engines of Creation Live in San Francisco
- The Jokers, The Big Rock & Roll Show
- Jonas, Big Slice
- K'Naan, Young Artists for Haiti Song, "Wavin' Flag"
- Kelly Rowland, Unity
- Kim Mitchell, I Am a Wild Party
- Koritni
  - Lady Luck
  - Game Of Fools
- Krokus, Blitz
- Lillix, "Dance Alone" i "Nowhere To Run"
- Led Zeppelin, Box Set Mixed 2 Songs
- Leslie, West Still Climbing
- Loverboy, Loverboy
- Matt Mays, Terminal Romance
- Marea, En mi hambre mando yo
- Marianas Trench
  - 6 tracks on Masterpiece Theatre
  - Fix Me
- Melissa Auf der Maur, Out Of Our Minds
- Metallica
  - Garage Inc.
  - Reload
  - Load
  - Live Shit: Binge and Purge
- Mötley Crüe
  - Supersonic and Demonic Relics
  - Carnival Of Sins Live DVD
- Mother Mother, Eureka
- Mumiya Troll, 2011
- Nathan Wiley, The City Destroyed Me
- Neurosonic, Drama Queen
- Noah Francis ft. Killing Joke, "Taught to Lose"
- Norah Jones, My Blue Heaven
- Paradise Lost, In Requiem
- Paul Janz, Electricity
- Pete, Pete
- Pointed Sticks, Three Lefts Make A Right
- Poison
  - Flesh & Blood
  - Not A Pretty Sight
- Pound, Same Old Life
- Primal Fear, Seven Seals
- Prism, Young & Restless
- The Power Station, Living in Fear
- The Rankin Family, "Fare The Well Love", "Rise Again" i "Breath Dream Pray Love"
- Robert Palmer, Don't Explain
- Rush
  - Clockwork Angels 5.1 DVD and Live CD
  - Show of Hands
  - Exit...Stage Left
- Sam Roberts, Love At The End Of The World
- Satyricon Now, Diabolical
- Seals & Crofts, Sudan Village
- Shades Apart
  - Eyewitness
  - Shades Apart
- Shiloh, Picture Imperfect
- Slipknot, Iowa
- The Smithereens, Live At The House Of Blues
- Snake Handshake, Snake Handshake
- Social Code
  - Rock N' Roll
  - Social Code
- Something Corporate, Leaving Through the Window
- Sonic Outcast, Reason To Be
- Southgang, Tainted Angel
- Speak No Evil, Welcome To The Downside
- The Stanfields, Death & Taxes
- Stars of Boulevard, You Can Take The Money
- State of Shock
  - Rock N' Roll Romance
  - Life Love & Lies
- Steeve Estatof, Le poison Idéal
- Stone Gods, Silver Spoons & Broken Bones
- Strapping Young Lad, The New Black
- Team Sleep, Team Sleep
- Terri Clark, Roots & Wings
- Theory of a Deadman, Acoustic Tracks
- Thunder
  - Behind Closed Doors
  - Back Street Symphony
  - Only One
- Tom Cochrane & Red Rider, Victory Day
- Tourist, Athlete
- The Treasures, Bring The Night Home
- The Trews, Hope and Ruin and Radio Mix of Sing Your Heart Out
- Van Halen, Balance
- Vex Red, Start with a Strong and Persistent Desire
- Vince Neil, Carved in Stone
- The Virginmarys, Cast The First Stone
- Versus The Nothing, "Black Gloves"
- Voodoo Six, First Hit For Free
- Whitesnake, Children Of The Night
- Wild Throne, Blood Maker EP
- Yngwie Malmsteen
  - Unleash The Furty
  - Archives
  - Instrumental Best
  - Seventh Sign Archives
- Zac Brown Band, The Dave Grohl Sessions Volume 1.

Bandes sonores
- Buckcherry - The Avengers - "Everywhere I Go"
- Iron Man 2 AC/DC-Banda Sonora d'Iron Man 2
- American Pie
- Private Parts
- Legally Blonde